# 夜王
『夜王』（やおう）は、倉科遼（原作）、井上紀良（作画）による漫画作品。およびこれを原作とするテレビドラマ作品。

## 概要
北海道から上京してきた的場遼介が新宿・歌舞伎町を舞台に様々な対決をしていくホストの物語。夜のネオン街を舞台におりなすホスト達のストーリーで、仲間のホスト達、ライバルのホスト達との戦いや女達との恋模様など、勧善懲悪で現実の夜の世界をやや誇張しているものの、努力・友情・勝利・恋愛など漫画ならではの要素をふんだんに取り入れた作品。人物作画や背景の使いまわしを多用する独特の表現が特徴。なお、背景はCGで作成されている場合が多いという。
集英社「週刊ヤングジャンプ」2003年9号から2010年16号まで全313話連載された。単行本は全29巻、2007年3月12日時点では売り上げ150万部以上。なお連載の休載はほとんどなく、倉科原作の作品でも類を見ない、7年に渡る長期連載となった。

## 登場人物

### ホストクラブ「ロミオ」
的場 遼介（まとば りょうすけ）
本作の主人公。北海道・札幌出身で3月30日生まれの22歳。生きる目標を探すため夢を求めて上京したものの途方に暮れ歌舞伎町で路頭に迷っているところを麗美に拾われ、再び麗美に会いたいが為「ロミオ」に入店する。
入店間もないころは青臭さが抜け切れずに接客に苦戦することも多かったが、聖也とのバトルを通じて、名実ともに歌舞伎町のトップホストになる。
性格は一本気で人を疑うことを嫌い、仲間を思う気持ちは誰よりも強い。その性格が災いして、自分自身が窮地に陥ることも多々あるが、強運などもあってそれらを乗り越えていく（一部ホストからは「運だけ」と揶揄されることもある）。感情が高ぶると「ウォオオ!!」という声を発するのが特徴。
人あたりが良く優しい性格に見えるが、北海道での学生時代は暴走族をまとめていた事があり、喧嘩の腕はかなりのものである。実家は土建屋で父親は他界、兄が跡を継ぎ、兄の下でバイトをしながら生きる目標を探していた。すすきのの行きつけのスナック「JOKER」のマスターの勧めで上京し、遼介派の「シャンパン・タワー」も元々はマスターのアイデアである。
作中、歌舞伎町騒動にて桃が抗争の火種を起こした張 英傑にけじめ(右手の指五本の切断)をとらせようとしたが、友が身を切り落とされるのは嫌だと代わりに自らホストの命でもある顔(左こめかみ辺り)に刃物傷を入れ、それ以降刃物傷が残っている。その傷は「歌舞伎町騒動をまとめ、夜王にも認められた男」の証として歌舞伎町の裏世界での語り草となった。
鮭とばが大好物で、上京した後も北海道の知人が送ってくれている（この鮭とばは当時同室だった修ら、後の遼介派メンバーにも大好評だった）。
最終回でロミオを退店し、裸一貫で六本木にやってきたところに聖也と再会。互いに全てを捨ててきた事を話しながら直夜とも再会し、再度の勝負を誓い合い、三人で「ウォオオ!!」の掛け声を上げながら駆け出すところで物語は完結する。
愛車はフォルクスワーゲン・ニュービートル。
上条 聖也（かみじょう せいや）
「ロミオ」のNo.1ホストであり、「歌舞伎町四天王」の一人。初登場時28歳。遼介が現れるまでは、聖也を嫌う数人を除いて全てが聖也派であるなど絶対的な存在であった。現在の姓は母方の祖母の姓。設定や描写などからロミオ創業時から働いている。
遼介とのNo.1対決に最終的に敗れたことで「俺は博多で夜王を目指す！お前は歌舞伎町で夜王を目指せ！」と遼介に告げるとともに誓い合って「ロミオ」を辞め、母の故郷でもある博多で夜王を目指して新人から出直す。その3ヶ月後、折しも博多を訪れた遼介（実はこの直前、遼介は沙耶とも再会し、店の場所を聞いていた）に再会して互いに志を確認し合った時に、これまでの努力と才能を買われて、ホストクラブ「スコーピオン」2号店の店長を任されると同時に「俺は店を持ったぞ！早く俺に追い付け！」と遼介に発破をかけた。そしてスコーピオン2号店を出発点に頭角を現し、瞬く間に「博多の夜王」と呼ばれるようになり、オーナーから経営の実権を委ねられてからは店長兼いちホストとして九州・四国・広島・神戸と次々に「スコーピオングループ」を成功させ、次の制覇地である大阪にて遼介と三度の再会を果たす。遼介の先生のような存在であり、互いをライバルとして認め合う存在でもある。
一見傲慢でナルシストに見えるが、一夜を共にした女性が誇りに思うほどに日々肉体を鍛え、聖也派ホスト達のお客に対する接客を逐一注意するなど面倒見がよく（但し、隠し事や無断及び独断での行動をした者は同じ派の者であっても決して許さない）、新天地の博多でも母の援助を蹴りスコーピオンで新人から出直し、店内全体を工夫をしたり、身銭でキャバクラでキャバ嬢のキャッチに行って客足を増やすなど日々の努力を惜しまず実力で勝ち取ろうとする努力家である。
大阪での勝負の後、光にスコーピオン大阪店を任せ、スコーピオンを退店。裸一貫で六本木にやってきたところに遼介・直夜と再会する。
井上紀良が作画を担当したローランドの自伝コミック『ローランドゼロ』では、高校生のローランドにホストへの興味を与えた本作を歌舞伎町時代の聖也とローランドの出会いという形で表現している。
東京にいた頃の愛車はポルシェ911(996型)
修（しゅう）
遼介の先輩で遼介の入店当初から世話をやいていた。自らを「うだつのあがらないホスト」と称するなど、遼介と出会うまでは芽が出ず、鳴かず飛ばずで食い扶持にも窮する有様だった。後に遼介派を立ち上げ、経験を活かして遼介の補佐役を務めるようになってからは一転、遼介と並ぶロミオの稼ぎ頭として急速に頭角を現すようになった。自己評価より他人からの評価が大きく上回る人物で、聖也からも「補佐役として最も適した男」と評されていた。遼介も修のことを聖也と同様尊敬しており、修も遼介が成長する様を間近で見届ける気でいる。厳格な教育者である両親のもと牢獄のような家庭で育った。優等生の兄と比較されるのに反発し、非行に走った少年期を過ごしたという過去を持っている。関西は地元であり、ロミオミナミ2号店の店長として遼介が大阪へ進出した際も彼に同行した。叔母（かつては修のよき理解者であった）やその友人の女性達にホストをしていることを批難されるも、自身の境遇と今の自分の気持ちを本音でぶつけあったことで信頼を得る。新天地でも公私に渡り全力で彼をサポートし続け、その後ミナミの2号店店長を任され、晴れて両親とも和解した。本名は修（おさむ）と読む（ドラマ版では「水谷修（みずたに・おさむ）」）。
藤崎 卓也（ふじさき たくや）
元アイドルで、5.6年前に引退し、その後六本木のホストクラブでNo.1を目指していた時に北村美紀に出会い、「エロティカ」オープン時にNo.1兼ホストを統括する専務となった傲慢な野心家。今まで数々の女性と付き合ってきた経験を生かし、金を持っている女を見分ける「嗅覚」に長け遼介を「顔に傷を持つポンコツホスト」と侮蔑する。美紀を愛しており、遼介が彼女の中で次第に大きな存在となっていくことが許せず、彼女の心と歌舞伎町NO1ホストの座を賭けて一騎討ちの勝負を挑む。勝利の為に強引な接客をしたことにより、この時に交際していた（実際は枕営業で繋ぎとめていた）洋子に多額の借金を負わせてしまい、これが原因で店内にて洋子に刺されて事件沙汰になり、「エロティカ」が閉店する原因を作ってしまう。北村の人生を救ってくれたことから、遼介に敗北を認めホストの初心に戻る。閉店後は「ロミオ」に移籍し、遼介派の中心人物として、修と共に遼介の活躍を支える。エロティカに居た頃はルックスを生かした強引な勧誘・接客をしていたが、ロミオに来てからは遼介たちを見習ったのか、わざと三枚目を演じるなど多種多様な勧誘・接客も出来るようになった。やや気性が激しいのが欠点で、これが元で遼介派のトラブルメーカーとなってしまうこともある。遼介がミナミ2号店の店長に就任した後は、翼と共に歌舞伎町本店を守る役目を負っている。
愛車はフェアレディZ。
翼（つばさ）
遼介が一時退店中に「ロミオ」に入店したホスト。面接当日に駅から「ロミオ」に行く途中だけで3人もの新規客が彼をホストと勘違いし、勝手について来て指名した事により即採用。その後は1週間も同じことの繰り返しで、計10人も新規客の指名を取るという偉業を成し遂げた。しかし、その美貌は実は整形によるもので、元は冴えない容姿であった。整形前は「エトランゼ」で黒服をしていた際、愛夢に好意を持つが相手にされず、彼女の「興味があるのはロミオの遼介」という言葉から遼介に敵意を抱き、黒服を辞めて整形手術を受けた後に、遼介と勝負をするため「ロミオ」に入った。退店をかけて遼介に30日間での売り上げ対決を挑むも、結局「金を運ぶ客」としかみていない事が仇となり女性たちは次々に離れ、真に「女性」として接した遼介のために協力しようと訪れた女性たち（実は翼のところに来ていた客も遼介のために協力しようと長時間居座る事により客の回転率（＝売り上げ）をわざと遅らせていた）の圧倒的な数と団結力に敗北。後に全ては自分の独りよがりだった事に気付き、愛夢からの謝罪の言葉を聞いた後、自らの意思で遼介と会い、「思いっきり孝行してやれ」と励ましを受け、自分を探し回っていた祖母と共に一旦、故郷に帰る。そして遼介がロミオ2号店店長として大阪へ旅立つ時、祖母に背を押される形でロミオに復帰、遼介の代わりにロミオを守ると誓った。
本名は石川耕三（いしかわ こうぞう）。
愛車はアルファロメオ
矢島 輝彦（やじま てるひこ）
ホストクラブ「ロミオ」のオーナー。ホスト出身で「伝説のホスト」と謳われた過去を持つ。古くからの友人である麗美の援助(1億円)を得て「ロミオ」を設立、歌舞伎町トップ5に入る人気を誇る名店に育て上げ、周囲の信頼も厚い。垢抜けない田舎出の青年でしかなかった時分の遼介に一流のホストとなる素質を見出し、時に試練を与え、また時には激励することで成長を促し続ける。遼介が短期間で歌舞伎町のNO1ホストに成長を遂げたのも、彼の指導に拠るところが大きい。遼介が女衒のレイを倒すためにロミオからスナイパーに一時移籍したり、ロミオ2号店の開店にあたって敢えて不利な敵地であるミナミを選んだ際にも、一議に及ばず了承する懐の深さも備えている。遼介に歌舞伎町の伝説の人物・夜王の逸話を教えたのも彼である。
店長
「ロミオ」の店長であり、現場及び経理の責任者。ホストの売上管理には厳しい一方で、遼介の行動には理解を示している。本名不詳。
タク／ヒロ／鉄平／アキラ
修と同じく遼介の先輩ホスト。聖也派に属さず燻っていたが、修と共に遼介を支え、遼介派を立ち上げる。聖也からは「ホストとしては無能だが一芸はある」と評されていた。
英樹（ひでき）
遼介と同期入社。聖也派。麻薬騒動の時に一ノ瀬にそそのかされて遼介を陥れようとするも失敗に終わり、証拠隠滅のために拉致・監禁され、消されようとされた所を警察に救助された。
北斗（ほくと）／翔（しょう）
聖也派の重鎮で、北斗は「ロミオ」のNo.3だった。後に聖也が福岡に行く際、行動を共にする。
光（ひかる）
聖也派。聖也を崇拝し絶対の忠誠を誓う腹心。母子家庭で育ち、旗揚げしようと家出同然で上京し、プーをしていた頃に聖也を見かけて以来憧れ、母親の手術費用のために自分を500万で買ってくれと土下座して拾ってもらい一人前にしてもらった。後に聖也が福岡に行く際に行動を共にする。遼介の躍進を警戒する四天王に唆され、遼介を排除しようと刃傷沙汰に及んだが返り討ちにされて未遂に終わった事があった。この際は遼介が不問に付したため表沙汰にならずに済み、お互い水に流し、後には北斗・翔等ととも福岡から東京に帰る遼介を笑顔で見送っている。
後に聖也がスコーピオンを大阪に進出させる時にも同行し、そのままスコーピオン大阪店に留まる。最終回で自分に大阪店を任せ、スコーピオンを辞める聖也を引き留めようとしたが、腹を殴られてしまう。この直後、聖也から「弱いお前は今殺した」と告げられ、後継として信頼されていたことを実感。決意を新たに、スコーピオン大阪店店長として邁進することを誓った。
夏彦（なつひこ）／冬彦（ふゆひこ）
聖也派ホスト。気に食わない新人に絡んで店を辞めさせるように徹底的に追い込む役目を持つ、通称「撃滅（クラッシュ）ツインズ」。狡猾で粗暴な本性を持ち、遼介を潰すために売り掛けを作らせたり、揚句には実力行使に出るが喧嘩慣れしていた遼介に手も足も出なかった。結局は聖也に無断かつ独断で行動していたのを知られていた為、遼介の目の前で制裁を受けてしまった。
源太（げんた）
32歳で脱サラしてホストになったが、「ロミオ」でも一番売り上げも少なく目立たない存在だった。既婚者で、妻も「好きな事をしてもらいたい」と応援している。過去に芸人を目指しお笑い学校に通っていた事も有り、（かなり卑猥な）一発芸を生かして翼派に転向、次第に自分の色を出し始める。翼が店を去ってからは「源太派」を旗揚げするも、未だに集まる者がいない。
陸（りく）
遼介派のホスト。千秋のファンだったが、千秋がロミオに来た時から恋愛感情に変わり、本格的にアタックするも、遼介と千秋の関係を誤解して遼介に敵対心を抱く。その後、枕営業だけで指名客を掴むばかりか、瑠美子の本指名を掴むことにより莫大な売り掛けまで背負うことになる。売り掛けは遼介ら先輩ホストに助けられ返済。この事件を通してホストとして成長し、遼介を一層先輩として尊敬ようになり、大阪ミナミで行われたロミオ二号店・スコーピオン・ヴィクセス三店の売上げ勝負でロミオが勝利した際には、「遼介さんが日本一のホストだ」と我が事のように感激していた。遼介と二人揃って「ウォオオ!!」と叫びながら同時攻撃を行った事もある。

### 「ロミオ」ミナミ2号店
タクマ
修の大阪時代の後輩で、ロミオ大阪2号店では修の補佐役として幅広い業務を担当している。お調子者だが物事を冷静に見る事ができ、遼介と修の奮闘を裏から支える存在である。
ヒデ／カズ
三枚目のホストコンビ。『ロミオ』2号店の開店に際し集められたホスト達の中で、怠慢な仕事で周囲の顰蹙を買っていた。そこを剣星の工作の標的にされてしまい無実の罪を被ってしまう。自分達の無実を最後まで信じた遼介に感化されて態度を入れ替え、2号店のムードメーカーとして欠かせない存在となる。
琴岡 聖二（ことおか せいじ）
元探偵という経歴を持つ異色のホスト。遼介と修から経歴を買われ、『ロミオ』『スコーピオン』『ヴィクセス』の3店の売上げ勝負を妨害しようとする者達の正体を突き止めるための調査を一任された。腕前は確かで、短期間で一味の行動を調べ上げている。

#### 客
加納 麗美（かのう れみ）
世界的デザイナーでREMIブランドの創設者。年齢は30代後半。遼介がホストになるきっかけになった人物であり、遼介の初めての指名客だった女性。
登場時より末期の子宮癌に侵され余命三ヶ月であったが病院からは宣告されておらず、看護師達が休憩のお喋りの際に口を滑らせたのを偶然聞いてしまい、自身の命が限られている事を知る。それからは病院を自ら退院し、病気を顧みず仕事に没頭。かつての恋人であった岡崎とも和解し、最後は12月24日のジュリアンとの共同発表会を見届けた後に昏倒、遼介に看取られ笑顔で息を引き取った。彼女の「女性を欺き貪るホストが多いが、貴方は誠心誠意女性に尽くす本当のホストを目指しなさい」という訓戒は遼介の変わらぬポリシーとして根付き、やがて「女性に尽くす接客を行う」ロミオイズムへと昇華していく。遼介にとっては「永遠の恋人」であり、死後も彼を導く存在である。
なお、墓は伊豆の河津にある事が、最終回の最後で判明。
麻倉 瞳（あさくら ひとみ）
麗美の古くからの友人で有名な女優。遼介に人脈を与えたり、麗美の死に茫然自失となった彼に「あの世で麗美が泣いている」と叱咤するなどの支援をしている。後に遼介の指名客として常連となる。芸能界でも高額なギャラと影響力で一目を置かれており、遼介の懇願でロミオの特別番組にノーギャラで出演した時はテレビ関係者を驚愕させ、女性客を爆発的に増やした。
美咲（みさき）
ホストクラブを渡り歩き、新人を指名して枕ホストに仕立て上げることを続ける新人狩り。遼介に出会い、改心後は遼介の2番目の指名客で常連となる。本名は鈴木幸子。
麻美（あさみ）
ソープ「夢園」のNo.1ソープ嬢。元は普通のOLだったが、ブランド買いにはまり出来た借金を返すためにソープ嬢になる。ソープという職業にコンプレックスを持っていたが、遼介に出会い救われる。遼介の指名客で常連。
後に負傷した霧崎をつきっきりで看病し、霧崎の過去を知り人柄に魅かれ、プロポーズを受け晴れて結ばれた。
エリカ
聖也目当てで「ロミオ」に行き、そこで北斗・夏彦・冬彦の3人に命令されて遼介の指名客となり300万円もの売り掛けを背負わせたが、遼介と関わっていくうちに惹かれて常連客となる。
沙耶（さや）
聖也派の客。夕子に連れられ「ロミオ」に来た六本木のイタリアン「ラ・ピアント」のオーナーでゴルフ場のオーナーでもある。関西最大の暴力団「菱和会」五代目の娘。
ラ・ピアントを作ったのも両親が忙しく寂しい食事をおくった少女時代から、家庭的なレストランを作ろうとした事がきっかけであり、本当は家庭的な女性。貞操観念も固く、遊びで男性と寝ることはない。聖也にシンパシーを感じ、勝負に勝たせる事で聖也を手に入れようとしたが、遼介との売り上げ勝負の後で結局は聖也も自分を「道具」としか見ていなかった事に激怒、菱和会の力を使って一時は聖也にオトシマエをつけようとするが、自らの過ちを認め改心した上に聖也に本気で惚れて、彼を追いかけて博多に行く。
聖也の身の回りの世話をし、聖也とも相思相愛の仲になり幸せな気分な反面、大阪での対決の際、聖也が勝利したら父親である菱和会五代目が跡目を継がせようとしている事を知り、聖也の母・道代の心情を汲んで苦悩している。
小百合（さゆり）
聖也の実母で、本名は西岡 道代（にしおか みちよ）。福岡有数の組織「九頭竜会」後妻(四代目代行)。夫(聖也の実父)の経営する工場が倒産し、自殺してからは借金返済(5000万)と生活のために幼い聖也を祖母に預けてホステスとして働き、客であった福岡九頭竜会の西岡会長と相思相愛になり後妻となる。西岡会長は聖也も引き取りたかったが、聖也には堅気になってほしいという「母」の願いで聖也の戸籍を祖母に移し、祖母と一緒に生活させた。しかし運悪くその後勃発した「九州大抗争」にて長い間聖也に合う事すらできなく、その間に祖母は聖也が10歳の時に死亡し聖也は施設に預けられ、中学卒業後に施設を飛び出してからの消息が分からなかった（このことは後の和解まで聖也のトラウマとなっていた）。
遼介と聖也の売り上げ勝負の際、息子である聖也を負けさせ（辞めさせ）自分のところに戻ってこさせたいが為に、本性を隠した上で遼介の指名客となる。売り上げ勝負後は、怒り狂った沙耶と菱和会5代目から身を挺して聖也を取り戻し、聖也とも和解し共に福岡へ帰った。尚、西岡会長は癌で先が短く、道代はこれを機に極道の世界からは身を引いて聖也と一緒に飲食店や水商売の経営に専念しようと考えているようである。
ミズキ
一部上場企業の秘書でロミオの常連客だったが、スナイパーのレイにハマって、ソープに沈められてしまった。
白井 のぶ代（しらい のぶよ）
「エアライズプロダクション」の社長夫人。瑠美子や瑠璃子という偽名を使ってホストクラブで初回だけ大金を使い、その後はツケを作り逃げる悪女。ロミオでは雅樹・薫・陸の3人を仮指名とし、その後一人に絞ると言い、初日に200万円使い3人に本指名を餌に弄んだあげく、初日以降の支払いは全てツケとして、陸を本指名にして売り掛けを背負わせる。遼介と夫に一喝された後は改心し、ツケを踏み倒した全ての店を回って謝罪とツケの清算をした。
美憂（みゆう）
大阪キタ（大阪北新地の通称）でNO1の人気と美貌を誇るホステス。客からは人気だが激しい気性の為、チンピラ達から絡まれ危険な目にあうこともしばしば。『ロミオ』ミナミ2号店の出店の為大阪を訪れた遼介と出逢い、彼に急速に惹かれていく。遼介のライバルである『ヴィクセス』の柳直夜は実兄で、幼い頃から兄思い妹思いの兄妹だった。母親の再婚相手で慕っていた義父を直夜が殺害してからは一転、自分の人生を滅茶苦茶にした敵として兄を憎むようになるが、実は義父はギャンブルの借金のカタに自分をヤクザに売り飛ばそうとしていた最低の人間で、自分を守るため直夜が義父を殺したのが真相だった。遼介から（実際は数馬が遼介に教えた）真実を知らされ、大阪撤退を賭けた両店の売上げ勝負で、恩人の兄と愛する男のどちらに味方するかの二者択一を迫られ人知れず苦悩する。親友である星羅（セーラ）を始め、キタでもトップクラスのホステス達と交友関係が深く、決戦当日に彼女らを電話一本で招集した。

### その他のホストクラブ関係者
赤城 達也（あかぎ たつや）
ホストクラブ「ブルーナイト」のNo.1、「歌舞伎町四天王」の一人。協調タイプの落ち着いた性格で、4人のリーダー格。遼介のことを苦々しく思っていたが、その実力を認めてからは中立的な立場をとり、一時は聖也が去った後の空席に遼介を迎えたいと申し出た。
歌舞伎町の浄化を錦の御旗に「歌舞伎町ホスト最高評議会」を創設して裏からホスト業界を自分たち四天王の支配下に置こうと画策するが、「談合が横行し公正な競争が失われ業界が衰退する」のを懸念した遼介の反抗にあい、さらに一ノ瀬の裏切りにより計画は頓挫。遼介の提唱した「歌舞伎町労働組合」にその役割を奪われることになる。遼介の躍進による『ロミオ』の人気一極集中で沢村ともども以前の精彩は失ったが、ミナミでのロミオ・スコーピオン・ヴィクセスの三店の勝負には聖也の活躍に駆けつけ売上げに貢献、依然業界内での強い存在感を見せつけた。
沢村 慎吾（さわむら しんご）
ホストクラブ「ダンディクラブ」のNo.1、「歌舞伎町四天王」の一人。聖也とは親友の間柄だが、遼介に対しては敵愾心を燃やしている。気性の荒い男だが、後輩ホストのことを心配する一面もある。
後に一ノ瀬の本性を知った際に、遼介に対する考えを改めた。とはいえ、赤城とともに聖也の助太刀にミナミに駆けつけた際に「遼介はホストとしては優秀だが、店長などの管理職には向いていない」と断言している。
一ノ瀬 優（いちのせ ゆう）
ホストクラブ「ドンファン」のNo.1、「歌舞伎町四天王」の一人。聖也・赤城・沢村とは古くからのつきあいだが、他の3人を差し置いて自分がホスト界の頂点に立とうと目論む野心家であり、目的のためなら手段を選ばない危険な男。赤城・沢村の提唱する「歌舞伎町ホスト最高評議会」に、裏から覚醒剤によって支配した部下を送り込むことで、野望を実現しようと企てる。後に遼介のみならず沢村も自分の計画に邪魔だと思うようになり、2人を罠にはめようとするが桃に阻止される。「覚醒剤の力で精神的弱者を支配する自分こそ勝利者」だと嘯いていたが、遼介に「覚醒剤の力がなければ誰一人動かせないお前が最も薬に溺れている」と脆さを看破される。最後は遼介と沢村の鉄拳制裁を受け、霧崎に逮捕されたが、一ノ瀬自身は利用されていた立場に過ぎなかった。
北村 美紀（きたむら みき）
ホストクラブ「エロティカ」のオーナー。学生時代から全国にエステのチェーン店を展開させる実業家で、神大寺の支援により芸能界から若手のアイドルを中心にホストとして雇い、エステや料理まで一流にするなど新しいタイプのホストクラブを開店した。裏では神大寺に多額の借金をして愛人関係を結ばされていた。
遼介と桃の協力で借金を返済した後はエロティカを閉店した後、アメリカにいる旧友からの誘いを受け、桃から借りた3億を元手に「旧友と共に一からやり直す」と告げ、南谷を伴ってアメリカへ旅立った。
南谷（みなみたに）
「エロティカ」の店長。北村に好意を寄せる。「エロティカ」閉店後は「補佐」という理由で北村と共にアメリカへ渡る。
天海 零（あまみ れい）
ホストクラブ「スナイパー」のホスト。通称「女衒（ぜげん）のレイ」として知られる、指名客をソープに売り飛ばす卑劣なホスト。以前は才能あるピアニストとして恭子と共にドイツでピアノを学んでいて、当時の恭子の恋人だった。その才能に嫉妬した恭子が自分の身体を使って行った策略によってプロデビューの道を断たれた上に、酒場で絡まれた際に左手に怪我を負って、医師から「命があっただけでも奇跡と言うべきだ」と左腕がもうまともに動かせないという無情の宣告でピアニスト生命を絶たれてしまう（この怪我によって左腕の主要な腱を切られてしまっていた。左腕をまともに動かせないのはそのため）。その後、恭子と師匠バラックの浮気現場を目撃してしまった事で全ての真相を知り、女性に対する不信と憎悪が一気に爆発、後の女衒のレイとなる。遼介と恭子の働きにより改心するが、過去に売り飛ばしたソープ嬢たちに告訴されて逮捕される。この時恭子から「よりを戻さないか」と言われたが、恭子の将来を考え、「謝罪するくらいならピアノを続けろ」と悪態をつく形で蹴った。
拘留中、遼介と面会した際に刑期を終えた後のことを問われ「田舎の実家に帰って家業でも継ぐさ」と告げる。また、「何があっても、どんなことがあっても、自分を見失うな。見失うと俺のようになる」と忠告した。
本名は佐伯 零（さえき れい）。

### 大阪ミナミのホストクラブ関係者
柳 直夜（やなぎ なおや）
大阪の歓楽街ミナミでトップのホストクラブ『ヴィクセス』のNo.1ホスト。日本一のホストを決定する『H-1』グランプリで、遼介・聖也が不出場とはいえグランプリを獲得するほどの実力を誇り、ミナミの『ロミオ2号店』を率いることになった遼介の新たな強敵となる。「ホストに型などない」が信条で、洗練されない強引なオラオラ営業は批判も多いが、東京のホストとは全く違う野性味が多くの女性客を惹きつけ、遼介からも「聖也に匹敵する器がある」と認めている。表面上の明朗快活さとは裏腹に、愛妹・美憂を守るため、彼女の前では善人を演じていた義父を殺してしまい、真相を告げられず妹から深い憎しみを受け続けていることに苦しんでいる。聖也の『スコーピオン』・遼介の『ロミオ』との生き残りを賭けた売上げ勝負を前にこの過去を暴露され、世間からの猛烈な攻撃に晒されホスト生命を脅かされるが、遼介の激励と、とある少女を身を挺して虐待から救ったことで親殺しのイメージが払拭され人気が復活。三つ巴の総力戦に挑む。
大阪での勝負の後、数馬に「しばらく旅に出るから店はお前に任せる」と告げてヴィクセスを退店。最終回で大阪から六本木に一介のホストとして裸一貫でやってきたところを遼介・聖也の二人と再会。三人での再度の対決を誓い合う。
数馬（かずま）
『ヴィクセス』のNo.2で直夜の右腕。中学生時代から直夜の子分格で、当時から強く直夜を慕っており、美憂のことも妹のように思っている。直夜が美憂を守るために義父殺しの罪を犯した真相を知る唯一の人物で、そのことが原因で妹から怨まれる直夜の心情に深く同情している。ロミオ潰しの為に剣星を送り込み内部分裂を図るなど陰険な策謀を巡らせるが、それも美憂が遼介に惹かれているのを知り、直夜が心を乱される前にロミオを排除したいという彼なりの考えあっての暴走だった。強面で悪人面ではあるが、本来は道理をわきまえた人物であり、決戦直前に遼介を呼び出して、彼に直夜の義父殺しの真相を教えた。大阪での勝負の後、直夜からヴィクセスを任せられ、店長に昇進した。
本名は鈴木 一馬（すずき かずま）。
剣星（けんせい）
『ヴィクセス』のホスト。数馬の命令で『ロミオ』大阪店に潜り込み、ヒデ・カズと他のホストとの軋轢を煽るなどの策謀で店を潰そうと工作していた。工作がばれ正体が暴露された後も、遼介が自分を無実と信じていると聞かされ罪悪感に苦しみ、最後は数馬や『ヴィクセス』の仲間に反逆し制裁を受ける。遼介の人柄に惹かれ、彼をはじめロミオのホスト達に謝罪したのち晴れて真に仲間として迎えられた。ミナミに戻った直夜から数馬の仕打ちを詫びられ、再びヴィクセスに戻らないかと誘われるが、後ろ髪を引かれつつロミオに残ることを決断した。
愛斗（あいと）
直夜が以前勤めていたホストクラブ『SOPHIA（ソフィア）』の元No.1で、直夜の先輩格。傲慢な性格で女性は全て「金を落とすための存在」としか見ていない。かつて直夜にNo.1の座を奪われた上に直夜が『ヴィクセス』立ち上げのために独立した際に多くのホストが自分の元を離れ、店が廃れていった事を逆恨みして、大阪の売上げ勝負に陰湿な嫌がらせをするなどの報復を行った。勝負終了後に捕えられるが、「この大阪にホストを根付かせたのは俺だ！」と開き直り、遼介と聖也を「ハイエナ」と平然と罵った。そのために直夜のみならず、遼介と聖也の怒りを買い、直夜から顔面への蹴り、聖也からは口を塞がれながら脇腹に貫手突き、そして遼介からは顔面へのストレートパンチを喰らった。

### 歌舞伎町の住人
夜王（やおう）
歌舞伎町の伝説の男。日本人、朝鮮人、中国人、警察権力、ヤクザ組織などをも包括超越した歌舞伎町委員会を動かす事ができる人物。愛夢の父親と言う事以外、正体・詳細ともに不明。歌舞伎町騒動の後に遼介に興味を持ち、自分の後継者の一人として視野に入れており、桃を通じて協力している。
桃（タオ）
「桃」とは夜王と連絡を取る者の役職。現在の桃と呼ばれる男は、普段は中国人ホームレスの風貌をして生活している。当初は遼介に正体を隠していたが、お互いに素性を知ってからは遼介の良き相談相手になっている。
最終回で遼介が歌舞伎町を去る際に矢島以外で挨拶を交わした唯一の人物であり、遼介から「いつの日か、誰もが認める夜王と呼ばれるに人間になりたい」と告げられた事で彼の本当の夢と器量を知り、送り出した。
高橋 徹（たかはし とおる）
遼介が歌舞伎町にやってきてからすぐ出会った友人。在日米軍兵士だった黒人と日本人女性とのハーフ。幼い頃父に捨てられ母と2人暮らしをしていた。風俗店のボーイから風俗王を目指しソープランド「ポイズン」のオーナーにまで登りつめる。歌舞伎町で起こった抗争で交際していた女性（不法滞在の中国人ホステス）に去られてしまい、荒んでいた時期に梨佳と出会う。偏見なく自分に接してくれる彼女を愛し立ち直るが、彼女の視力を戻そうと懸命になる余り愛情の形が強引になってしまい、女衒のレイの魔手により関係は破局寸前まで冷え込んでしまう。遼介の活躍により二人の関係は修復され「お前（遼介）の事を生まれてくる子供に語り継いでいく」と約束し、晴れて梨佳と結ばれる。一時期は盲目を直す手術を受ける梨佳と共にアメリカに渡り、後に帰国。歌舞伎町で夢の実現に向けて生きる者同士として、遼介とは堅い友情で結ばれており、彼が売上げ勝負に挑む際には何をおいても助太刀に現れ、また店長の心構えを彼に諭すなど助力を厭わない。
浦澤 梨佳（うらさわ りか）
歌舞伎町のマッサージ店「やすらぎ」で働く盲目の女性で高橋の恋人。3歳の時に交通事故で両親と視力を失っている。レイに騙されて一時はソープに沈められかけるが、遼介の活躍により救われ、高橋への愛が蘇り彼と結ばれる。一時期は盲目を直す手術を受けるためにアメリカに渡り、視力が回復した後に帰国。また高橋の子を出産して幸せな日々を送っている。夫と同様、恩人である遼介に深く感謝しており、家族の食卓に喜んで彼を招く姿も見られた。
池永（いけなが）
尾花組（おばなぐみ）という「エロティカ」が属するビルを仕切るヤクザの若頭。みかじめを払わない「エロティカ」に押し入るが遼介に出くわし引き下がる。ソープランド「DM」とも裏でつながりがあり、そこでもひと騒動起こすが再び遼介に出くわして乱闘の結果折れて、この時「もう危ない橋を渡るのは御免だ」と言い捨てて「DM」との取引も打ち止めとした。
藤堂（とうどう）
ソープランド「DM」のオーナー。レイがソープに沈める女性を買い、自らが経営する「DM」にて働かせる。さらに気に入った女性は通称「DM2号店」と呼ばれる巣鴨のマンションにて薬漬けにして飼育し、その後ヤクザに売り払うというレイ以上に卑劣な男。遼介とレイにより飼育していた女性を解放された上にヤクザにも取引を打ち切られて、全てを失って惨めに泣き崩れる。その後逮捕された。
愛夢（あゆ）
歌舞伎町のキャバクラ「エトランゼ」所属で、歌舞伎町一（又は日本一）のキャバ嬢であり、更には歌舞伎町の女王と言われている。水商売の才能だけでなく商才もあり、新宿にマンションを2棟持っている。非常に陽気で天真爛漫だが、歯に衣しない発現が多く強情でもある。「ホストクラブは嫌いだから行かない」と言われているが遼介に興味を持ち、遼介の指名客になる。夜王の娘であり、時々父である夜王に連絡をし、遼介の事を連絡し助勢もするという意味では、彼女ももう一人の『桃』とも言える。
麻薬騒動の後、「新夜王」に相応しい女になると決心し、「女を磨いてくる」とエトランゼを辞めて単身アメリカへ旅立つ。最終回直前に帰国し、ほぼ同じ頃にロミオ本店に帰ってきた遼介と再会。「父の手の中にいるのが嫌だ」という理由でキャバ嬢時代に稼いだ金を元手に銀座に店を構える考えを遼介に伝え、それが彼に答えと新たな道を示す事になる。
最終回で「いつの日か、誰もが認める夜王と呼ばれるに人間になりたい」という遼介の言葉を陰で聞き、そっと彼を見送った。

#### 中国人・組織
張 京美（チョウ ジンメイ）
夜来華（イエライハ）で働く中国人ホステスで源氏名は京美（きょうみ）。遼介が麗美の次に好きになった女性であり、恋人でもある。歌舞伎町騒動の時、遼介に（京美拉致を阻止され顔面に大火傷を負った事に）私怨を持つ男の凶弾から身を挺して守り、その弾を胸に受け、遼介に看取られながら息を引き取った。
黄静（ファンチン）
夜来華（イエライハ）で働く中国人ホステスで源氏名は静香（しずか）。登場当初は高橋がハマっていた。実は不法滞在者で、歌舞伎町騒動の後、不法滞在が発覚して帰国したことが高橋の口から語られた。
張 英傑（チャン ユンチュ）
京美の兄。日本では「えいけつ」と呼ばれている。中国流氓（りゅうまん）東北グループのボス。歌舞伎町騒動の後、自らこの騒ぎを引き起こしたばかりに、自分の身代わりに遼介にホストの命である顔に傷を入れてしまい、京美を死なせた事に猛烈に後悔し泣き崩れ、京美の遺骨を抱いて中国へ帰った。
陳 偉星（チェン ウェイシン）
中国流氓・福建グループの黒幕。自らを勝手に桃（夜王）と名乗って歌舞伎町の覇権を狙っていたが、本物の桃に処罰される（拠点でのヤクザとの銃撃戦の際に出火した火事で拠点と全財産は燃えてなくなり、警察に逮捕されるという「天罰」という形で処罰された）。

### 芸能界関連
神大寺 靖人（じんだいじ やすと）
日本芸能界のドン。マスコミや政財界にまで影響力を及ぼす実力者。北村が学生時代に経営資金に困った際、支援する事を条件に北村と愛人契約を結ぶ。「エロティカ」オープンの際にも若いアイドルを「エロティカ」に回すなどして、北村に貸しを作る。「金こそが人間の力」と豪語する傲慢な拝金主義者で、「金を稼げない」者には物理的な制裁や罵倒を浴びせるなど容赦が無い。しかし歌舞伎町委員会から見たら「小物」でしかなく(歌舞伎町委員会の末席にすら入れさせてもらえない模様)、「エロティカ」閉店後、融資会社に圧力をかけて妨害し続けていたが、遼介が桃の協力で10億を本当に用意してきた事（神大寺本人は「たかがホストに用意できる訳が無い」と完全に格下扱いして舐め切っていた）に怒り、北村を解放する約束を即刻反故にしたばかりか、慰謝料の名目で更に10億を要求する。だが、渡された金が桃によってもたらされたものと知らされ、桃本人から「これ以上何かするなら歌舞伎町委員会に逆らう事になるぞ」と最後通牒を突き付けられ、北村の借金10億を半ば強引に受け取らされた上に怒り心頭の遼介を逆恨みで罵倒した事で鉄拳制裁を顔面に浴び、身を引かされた。
白井（しらい）
「エアライズプロダクション」の社長。ホストに偏見を持っている。しかし遼介の人格と、妙案で儲けさせてくれた事を機に考えを変えた。
浅井（あさい）
ニジテレビ局プロデューサー。業界の中でも女癖が非常に悪く、ドラマの話などを餌に気に入ったアイドルに手を出して結局はドラマの話はなかったことにするなど評判の悪い男。六本木にある自宅のタワーマンションに千秋を呼んで手を出そうとが、寸前で駆けつけた遼介と陸に殴り飛ばされる。しかし遼介が指名客でもある大女優・瞳をノーギャラでロミオの特番に出演させた事に驚愕していた。
桜井 千秋（さくらい ちあき）
広島出身の18歳。グラドルを目指して上京途中の新幹線の中で博多から帰京中の遼介と知り合う。その後「エアライズプロダクション」所属のアイドルとなり、売れ始めた頃に遼介を思い出して「ロミオ」へ通うようになり、徐々に遼介に好意を抱くようになる。ホスト通いを週刊誌に撮られて危機になったことで焦り、浅井に乱暴されそうになるが陸に助けられる。この出来事をきっかけに陸に好意を持ち、ホスト通いを辞める。その後、陸とはお互いが一人前になるまでは会わないという約束を交わした。本名は櫻井 千夏（さくらい ちなつ）。
愛原リオナ
「エアライズプロダクション」所属のアイドル。ドラマに出たいがために浅井と恋人のような関係でいる。
本村 哲哉（もとむら てつや）
男優。遼介に人脈を与える目的で瞳が引き合わせた。遼介が瞳のマネージャーとしてロケ現場に同伴した際、遼介と殴り合いのシーンで競演する。本気で殴ったお詫びに後日女性2名を連れてロミオに来店するなど義理堅い一面もある。

### その他
岡崎 達哉（おかざき たつや）
「ジュリアン」の創設者。麗美が「ジュリアン」の従業員時代の恋人。
経営危機に陥っていた「ジュリアン」救済のために、麗美を求め「ロミオ」に来店する。その時遼介から楓が産まれたその日、麗美が自分の子供を流産していた事、そして麗美の命が残り僅かだと言う事を知り、麗美に心底から謝罪、REMIブランドを守ると約束した(その際に後のデザイナーのために送る「REMI賞」を設立、麗美の名を永遠に残そうとした)。
岡崎 楓（おかざき かえで）
岡崎の娘。高校生。家庭を救ってくれた遼介に感謝している。
有希（ゆき）
女帝を目指して仙台から上京した17歳の少女、路上でうずくまっていたのを遼介らに声を掛けられ寮に居候する。実際は健を追いかけての家出だった為、吹っ切れてから仙台に帰る。遼介に好意を抱き、再び女帝を目指して上京を誓う。
高橋 葉子（たかはし ようこ）
遼介の北海道時代の友人。ショーダンサーを目指して上京、生活費を稼ぐ為にキャバクラで働く（源氏名はラン）。六本木のホストクラブで悪い男にひっかかりヒモにされているところを偶然遼介に助けられ、後にアメリカに旅立つ。
野口 恭子（のぐち きょうこ）
ヨーロッパで高い評価をうけるピアニスト。レイのドイツ留学時代の恋人。留学中、レイの才能に嫉妬して、ピアノ講師バラックに身体で籠絡して肉体関係を結び、推薦を黎から奪い取った。このことにより、後にレイを女性不信にして卑劣な行いに走らせているという事実をコンサートで日本に帰国中に遼介から聞かされる。その事実に愕然とし、「彼の優しい心を殺してしまった」と自らの過去の責任を取るためにソープで働こうとするところを遼介とレイに救われる。レイとの溝はなくなったが、よりが戻ることはなかった。
霧崎 京一郎（きりさき きょういちろう）
警察庁のキャリア官僚。階級は警部。子供の頃に警官だった父親が覚せい剤中毒者に刺殺されて殉職、思春期の頃に母親が悪徳ホストに騙され、覚せい剤漬けにされた過去を持つ。それゆえにホストと覚せい剤を誰よりも憎み、それらが絡む事件になると強引で乱暴な捜査をする。口癖は「肉便器」とかなり卑猥。
後に麻薬捜査中に襲われた際に遼介と麻美に命を救われ、一連の事件が解決した後で麻美に「生涯の肉便器になれ」と（普通の女性ならば確実に激怒して断る）プロポーズをして結ばれる。
藤田（ふじた）
霧崎の部下を勤める、所轄の警察官。後に霧崎が負傷している間に遼介と共闘する。
後藤 利夫（ごとう としお）
警察庁で次長職にあり、次期警察庁長官といわれる男。麻薬騒動の真の黒幕であり、一ノ瀬の野心に付け入って裏で操っていた張本人。
夜王を差し置いて歌舞伎町を支配する野望を持つ腹黒い野心家で、警察が押収していた覚醒剤を横流しして暴利を貪っていた。
警察庁長官のみならず、末端の警察官まで全警察官のスキャンダルを詳細に記したメモを持っており、自分が逮捕されないようにしていた。万が一逮捕されてもマスコミに流せるように仕組んでいたが、意を決した霧崎の気迫に負けたのか、その後もマスコミからスキャンダルが流される事はなかった。
「菱和会」五代目
沙耶の父親で、関西最大の暴力団「菱和会」五代目会長。そして歌舞伎町委員会のメンバーでもある。聖也が沙耶に恥をかかせたとして聖也を拉致し、けじめをつけさせようとしたが、遼介の体を張っての説得、知人で聖也の母親である小百合の嘆願、そして不始末を親に押し付けた事の重大さに後悔した沙耶の懇願により自らも改心し事を納めた。それ以来遼介を「漢」として認め、歌舞伎町騒動の際は桃の連絡から事の次第を知り、他のメンバーであるヤクザ界の日本4大トップを招集し、共に遼介の元へ駆けつけ相手組織を一喝で収めた。聖也の事も、福岡で短期間で大成功を収めるなどの数々の功績で「沙耶の婿候補」として認めており、後々息子達を差し置いて跡(菱和会六代目)を継いでもらいたいと思っている。

## テレビドラマ
『夜王 〜YAOH〜』（やおう）は、TBS系列で放送された。主演は松岡昌宏。
2006年からはレギュラードラマとなった。
2時間ドラマの視聴率は12.4%だったが、レギュラードラマの平均視聴率は15.5%となり、ドリマックス制作の連続ドラマとしては一番高い視聴率となった。

### 水曜プレミア
2005年5月11日に「水曜プレミア」（毎週水曜日21:00 - 22:54）で放送された。
キャスト
- 的場遼介（ロミオの異端児） - 松岡昌宏 (TOKIO)
- 聖也（ロミオNo.1のホスト） - 北村一輝
- 愛理 - 真中瞳
- 修 - 要潤
- 潤 - 大倉孝二
- エリカ - 大谷允保
- 北斗 - 萩野崇
- 秋山 - 酒井敏也
- 高橋藤吉 - 竹山隆範
- 矢島輝彦 - 内藤剛志
- 加納麗美 - かたせ梨乃
- その他
- 岡田桂子（現：岡田みはる）

スタッフ
- 演出 - 酒井聖博

### 連続ドラマ
2006年1月13日より3月24日まで毎週金曜日22:00 - 22:54に、「金曜ドラマ」枠で放送された。

#### キャスト
ホストクラブロミオ（遼介派）
- 的場遼介（ロミオの異端児） - 松岡昌宏 (TOKIO)
- 修 - 要潤
- 夏輝 - 石垣佑磨

ホストクラブロミオ（聖也派）
- 聖也（ロミオNo.1兼ホスト四天王） - 北村一輝
- 蓮（ロミオNo.2） - 須賀貴匡
- 大河（ロミオNo.3） - 青木伸輔
- 光（ロミオNo.4） - 忍成修吾

ホストクラブロミオ（他の社員）
- 矢島輝彦（オーナー） - 内藤剛志
- 佐々木篤（マネージャー） - 矢島健一
- 金四郎（ロミオの古株） - 佐藤二朗

斉藤家
- 斉藤祭 - 香里奈
- 斉藤慎吾（祭の兄） - 荒川良々

その他
- 結花 - 岩佐真悠子
- 奈々子 - 小川奈那
- 勇作 - 水谷百輔
- 琢郎 - 三田村瞬
- 晴彦 - 加藤厚成
- 二階堂フジ子 - 杉本彩
- 加納麗美 - かたせ梨乃
- ホスト四天王

- 赤城達也 - 保阪尚希
- 沢村慎吾 - 岡田浩暉
- 一ノ瀬優 - 金子昇

ゲスト
第1話 「女性を癒す情熱ホスト」
- 水前寺紅子 - 南野陽子
- 国枝弥生 - 伊藤かずえ
- 小林麻耶（当時TBSアナウンサー）

第2話 「ハイエナホストに降る雪」
- 千春 - 星野真里
- メロン - 小野真弓

第3話 「ホストを騙して三千里!」
- クラリス - ベッキー
- 坂下友美 - 黒田福美

第4話 「ホスト四天王全面対決!」
- 水谷操（修の妹） - 佐藤めぐみ
- 哲也 - 松田悟志

第5話 「聖也をNo.1に育てた魔女」
- 津田綾子 - 古手川祐子

第6話 「ホステス軍団ロミオ封鎖」
第7話 「麗美の死!ホストの逆襲」
- 岡崎達哉 - 岩城滉一（第7話）
- 揚羽 - 佐田真由美（第7話）
- 小蝶 - 梅宮万紗子（第7話）
- 繭華 - 吉井怜（第7話）
- チェリー - 小向美奈子
- マリン - 及川奈央
- ゆり - 西野妙子
- 蛍 - 加藤美佳

第8話 「ホストの掟!恋愛禁止…」
- 遠山祥子 - 木内晶子

第9話 「悪魔のキス! No.1への鍵を握る女」
- 珠希 - 純名りさ
- メロン - 小野真弓

第10話 「遼介VS聖也!歌舞伎町、全面戦争」
- 医者 - 木村祐一
- 金四郎の客 - ゴリエ（ガレッジセール・ゴリ）（友情出演）
- 仮矢崎悦子 - 土屋久美子
- その他
- 野村健一郎
- 藤崎桐子
- 杉浦美帆
- 高木りな
- 飯塚ひより
- ひろあかね
- 相原真奈美

最終話 「ホスト軍団と四天王集結!たかがホストと言わせない」
| - 小田井涼平 - 浅見千代子 - 川久保拓司 - 渋江譲二 - 宇田川新 - 若林健一郎 - 一夜 - 境浩一郎 - 白雪 - 伊藤あい - 紗良 | - 遠藤みずき - 志野隆夫 - 肥野竜也 - 松尾和彦 - 渡邊公貴 - 佐藤洋平 - 桜木涼介 - 早田剛 - 千々和義之 - 松本博之 - 田中栄光 |

第10話 「遼介VS聖也!歌舞伎町、全面戦争」
最終話 「ホスト軍団と四天王集結!たかがホストと言わせない」
| - 森川数間 - 新妻大蔵 - 上杉康介 - 野久保直樹 - マイク・ハン - 袴田裕幸 - 泉山亮 - 赤城裕人 | - 坂本爽 - 垂澤和成 - 木村啓介 - 木下源一郎 - 野亜研司（立石賢司） - 谷口大介 - 成松慶彦 - 長濱正明 |

#### スタッフ
- 脚本 - いずみ吉紘、渡辺啓
- 演出 - 酒井聖博、倉貫健二郎、堀英樹
- 主題歌 - TOKIO「Mr.Traveling Man」（ユニバーサルミュージック）
- チーフプロデューサー - 貴島誠一郎
- プロデューサー - 加藤章一
- 制作 - TBS、ドリマックス・テレビジョン

#### 放送日程
| 各話                                                       | 放送日        | サブタイトル                                    | 脚本              | 演出       | 視聴率 |
| ---------------------------------------------------------- | ------------- | ----------------------------------------------- | ----------------- | ---------- | ------ |
| Episode 1                                                  | 2006年1月13日 | 女性を癒す情熱ホスト                            | いずみ吉紘        | 酒井聖博   | 17.0%  |
| Episode 2                                                  | 2006年1月20日 | ハイエナホストに降る雪                          | いずみ吉紘 渡辺啓 | 倉貫健二郎 | 15.1%  |
| Episode 3                                                  | 2006年1月27日 | ホストを騙して三千里!                           | 渡辺啓            | 堀英樹     | 17.7%  |
| Episode 4                                                  | 2006年2月03日 | ホスト四天王全面対決!                           | いずみ吉紘        | 酒井聖博   | 15.4%  |
| Episode 5                                                  | 2006年2月10日 | 聖也をNo.1に育てた魔女                          | 渡辺啓            | 倉貫健二郎 | 14.5%  |
| Episode 6                                                  | 2006年2月17日 | ホステス軍団ロミオ封鎖                          | いずみ吉紘        | 堀英樹     | 15.5%  |
| Episode 7                                                  | 2006年2月24日 | 麗美の死!ホストの逆襲                           | いずみ吉紘        | 酒井聖博   | 12.4%  |
| Episode 8                                                  | 2006年3月03日 | ホストの掟!恋愛禁止…                            | 渡辺啓            | 倉貫健二郎 | 14.8%  |
| Episode 9                                                  | 2006年3月10日 | 悪魔のキス! No.1への鍵を握る女                  | いずみ吉紘        | 堀英樹     | 14.6%  |
| Episode 10                                                 | 2006年3月17日 | 遼介VS聖也!歌舞伎町、全面戦争                   | 渡辺啓            | 倉貫健二郎 | 14.0%  |
| FINAL Episode                                              | 2006年3月24日 | ホスト軍団と四天王集結!たかがホストと言わせない | いずみ吉紘        | 酒井聖博   | 19.2%  |
| 平均視聴率 15.5%（視聴率は関東地区・ビデオリサーチ社調べ） |               |                                                 |                   |            |        |

#### その他
- 2008年9月15日から、アメリカ合衆国ハワイ州の地上波放送局KIKU-TVで、全編英語字幕付で放送された（現地時間21:00 - ）。英語のタイトルは"Night King"。

| TBS系列 金曜ドラマ                     | TBS系列 金曜ドラマ             | TBS系列 金曜ドラマ                 |
| 前番組                                 | 番組名                         | 次番組                             |
| -------------------------------------- | ------------------------------ | ---------------------------------- |
| 花より男子 （2005.10.21 - 2005.12.16） | 夜王 （2006.1.13 - 2006.3.24） | クロサギ （2006.4.14 - 2006.6.23） |

## パチンコ・パチスロ
いずれも漫画版がベース。
- パチンコ：CR夜王（2015年、西陣）
- パチスロ：夜王（2012年、ビスティ）